# Таранское (Конотопский район)
Таранское (укр. Таранське) — село,
Вировский сельский совет,
Конотопский район,
Сумская область,
Украина.
Код КОАТУУ — 5922081106. Население по переписи 2001 года составляло 59 человек.

## Географическое положение
Село Таранское находится на левом берегу реки Сейм в месте впадения в неё река Куколка,
выше по течению на расстоянии в 1,5 км расположено село Лысогубовка,
на противоположном берегу — село Мельня.
Село окружено лесным массивом в котором находятся несколько домов отдыха.
Рядом проходит железная дорога, станция Река Сейм в 1,5 км.

## Достопримечательности
- Братская могила советских воинов.